# Caberea ellisii
Caberea ellisii är en mossdjursart som först beskrevs av Fleming 1814.  Caberea ellisii ingår i släktet Caberea och familjen Candidae. Arten är reproducerande i Sverige. Inga underarter finns listade i Catalogue of Life.